# Steindachnerina argentea
Steindachnerina argentea är en fiskart som först beskrevs av Gill, 1858.  Steindachnerina argentea ingår i släktet Steindachnerina och familjen Curimatidae. Inga underarter finns listade i Catalogue of Life.